# Bryan Zaragoza
Bryan Zaragoza Martínez (n. 9 septembrie 2001, Málaga, Andaluzia, Spania) este un fotbalist spaniol care evoulează la Celta de Vigo în La Liga, împrumutat de la Bayern München, și pentru echipa națională de fotbal a Spaniei. Poziția sa este cea de mijlocaș lateral, însă poate juca și ca mijlocaș ofensiv.

## Cariera pe echipe

### Granada
Născut în Málaga, Andaluzia, Zaragoza s-a alăturat formației de tineret a lui Granada CF în 2019, din orașul natal CD Conejito de Málaga. La 29 mai 2020, după ce și-a terminat formația, și-a reînnoit contractul până în 2022 și a fost împrumutat echipei din Segunda División B, CD El Ejido, pe 23 septembrie.
La revenirea în iulie 2021, Zaragoza a fost trimis cu rezervele din Segunda División RFEF. Și-a făcut debutul cu prima echipă pe 30 noiembrie, intrând de pe bancă la pauză într-o victorie în deplasare cu 7-0 cu CD Laguna de Tenerife în Copa del Rey din sezonul respectiv.
Pe 14 ianuarie 2022, Zaragoza și-a reînnoit contractul până în 2024. Și-a făcut debutul profesionist pe 12 septembrie, înlocuindu-l pe Myrto Uzuni într-o înfrângere cu 4-0 în Segunda División în deplasare împotriva lui SD Eibar.
Zaragoza a marcat primul său gol ca profesionist pe 18 noiembrie 2022, atingând al treilea gol al echipei sale într-o deplasare de 4-0 pe teren propriu cu Albacete Balompié. Pe 29 mai a anului următor, după ce i-a ajutat pe Nazaríes în promovarea lor în La Liga ca și campioni, și-a prelungit contractul până în 2027, fiind promovat definitiv cu prima echipă.
Zaragoza și-a făcut debutul în La Liga pe 14 august 2023, jucând ultimele 9 minute într-o înfrângere cu 3-1 în deplasare cu Atlético Madrid. A marcat primul său gol în această categorie douăsprezece zile mai târziu, înscriind al doilea gol al lui Granada într-o victorie cu 3–2 pe teren propriu împotriva lui RCD Mallorca.
Pe 8 octombrie 2023, Zaragoza a înscris de două ori într-o remiză 2–2 pe teren propriu împotriva lui FC Barcelona, egalând numărul de goluri marcate în campania anterioară (5) în doar nouă meciuri.

### Bayern München
Pe 6 decembrie 2023, clubul din Bundesliga, Bayern München, a anunțat că Zaragoza li se va alătura la începutul sezonului 2024-2025, spaniolul urmând să semneze un contract până la 30 iunie 2029. Suma transferului plătită de germani a fost raportată la 15 milioane de euro. Cu toate acestea, jucătorul s-a alăturat clubului mai devreme, la 1 februarie 2024, pentru a-l înlocui pe accidentatul Kingsley Coman, printr-un contract de împrumut, pentru care Bayern i-a plătit lui Granada aproximativ 5 milioane de euro drept despăgubire.

## Cariera la națională
La 8 octombrie 2023, Zaragoza a fost convocat la echipa națională a Spaniei de către managerul Luis de la Fuente pentru două meciuri de calificare la UEFA Euro 2024 din Grupa A împotriva Scoției și Norvegiei; a devenit primul jucător de la Granada care a fost convocat de la Ángel Castellanos⁠(d) în 1974. Și-a făcut debutul internațional patru zile mai târziu, înlocuindu-l pe Mikel Oyarzabal la pauză, într-o victorie cu 2-0 în fața Scoției.

## Palmares
Granada
- Segunda Division : 2022–23

Individual
- Jucătorul Lunii din La Liga sub 23: octombrie 2023[19]
- Jocul Lunii din La Liga: octombrie 2023